# Атлас-1
«Атлас-1» (от англ. Atlas I) — американская ракета-носитель среднего класса, семейства Атлас. Официально "I" является римской цифрой "1". Хотя Атлас-1 рекламировался как новая ракета, это было новое название Atlas G/H предназначенного для коммерческих нагрузок, в то время как Atlas G и Atlas H использовались для запусков определенных клиентов.